# Tanga (Songea MC)
Tanga ist ein Verwaltungsbezirk (Ward) des Distrikts Songea (MC) in der tansanischen Region Ruvuma.

## Geografie
Tanga liegt im Südwesten von Tansania. Es ist ein Stadtteil im Nordosten der Regionshauptstadt Songea, der im Norden an Hanga, im Osten an Msindo, im Südosten an Matimira, im Süden an Mletele und Mshangano und im Westen an Mpandangindo grenzt. Bei der Volkszählung 2022 lebten 14.780 Menschen in 3644 Haushalten auf einer Fläche von 88 Quadratkilometern.

## Gliederung
Der Bezirk besteht aus sechs Stadtteilen (Mtaa):
- Tanga
- Mlete
- Masigira
- Sanangula
- Mitawa
- Pambazuko

## Infrastruktur
- Bildung: Im Bezirk liegen zwei weiterführende Schulen.[8] Die Lukala Secondary School ist eine staatliche, die Hoja Secondary School eine private Schule. Beide bieten eine koedukative Ausbildung bis zur 4. Stufe an.[9][10]
- Gesundheit: Im Stadtteil Mlete befindet sich ein staatliches Gesundheitszentrum.[11] Außerdem gibt es im Bezirk drei staatliche Apotheken.[12][13][14]
- Verkehr: Durch den westlichen Teil des Bezirks verläuft die Nationalstraße nach Njombe, durch den östlichen Teil die Straße nach Mtwara.[3]